# ハノイ・クアンチエウ線
ハノイ・クアンチエウ線（ハノイ・クアンチエウせん ベトナム語：Đường sắt Hà Nội - Quan Triều / 塘鐵河內 - 觀朝?）は、ベトナム社会主義共和国の首都ハノイ市ドンダー区にあるハノイ駅とタイグエン省タイグエン市のクアンチエウ駅を結ぶベトナム鉄道の路線である。

## 概要
インドシナ戦争が終結して北ベトナムの経済回復期に当たる1962年に完成した。当初の軌間は1,000mmであったが、ベトナム戦争中の1965年に全面的に爆破された。その後北ベトナム政府の要請により中国が鉄道兵の派遣に応じたことから、改修の際に1,435mm（標準軌）と1,000mm（メーターゲージ）の三線軌条に改軌され、この工事は1967年に完成した。ハノイ駅〜イエンヴィエン駅間はハノイ・ドンダン線およびハノイ・ラオカイ線と線路を共用しており、クアンチエウ駅にてベトナム鉱産物・ 石炭総公社（Vinacomin）が所有するクアンチエウ・ヌイホン線（ベトナム語：Đường sắt Quan Triều - Núi Hồng / 塘鐵觀朝 - 𡶀紅）と接続する。
石炭をはじめとした貨物輸送が主体の路線であり、旅客輸送はバスとの競合に敗れ年間約900億ドンの赤字である。

## 駅一覧
| 駅名             | 駅名        | 駅名           | 駅間キロ (km) | 累計キロ (km) | 累計キロ (km)            | 接続路線     | 所在地         |
| 日本語           | ベトナム語  | 漢字・チュノム | 駅間キロ (km) | 累計キロ (km) | 累計キロ (km)            | 接続路線     | 所在地         |
| ---------------- | ----------- | -------------- | ------------- | ------------- | ------------------------ | ------------ | -------------- |
| ハノイ駅         | Hà Nội      | 河內           | 0             | 0             | 南北線                   | ハノイ市     | ドンダー区     |
| ロンビエン駅     | Long Biên   | 龍編           | 2             | 2             |                          | ハノイ市     | ホアンキエム区 |
| ザーラム駅       | Gia Lâm     | 嘉林           | 3             | 5             | ハノイ・ハイフォン線     | ハノイ市     | ロンビエン区   |
| イエンヴィエン駅 | Yên Viên    | 安園           | 6             | 11            | ハノイ・ドンダン線       | ハノイ市     | ザーラム県     |
| コーロア駅       | Cổ Loa      | 古螺           | 7             | 18            |                          | ハノイ市     | ドンアイン県   |
| ドンアイン駅     | Đông Anh    | 東英           | 3             | 21            | ハノイ・ラオカイ線       | ハノイ市     | ドンアイン県   |
| ダーフック駅     | Đa Phúc     | 多福           | 10            | 31            |                          | ハノイ市     | ソクソン県     |
| チュンザー駅     | Trung Giã   | 中野           | 9             | 40            |                          | ハノイ市     | ソクソン県     |
| フォーイエン駅   | Phổ Yên     | 普安           | 11            | 51            |                          | タイグエン省 | フォーイエン市 |
| ルオンソン駅     | Lương Sơn   | 梁山           | 9             | 60            |                          | タイグエン省 | タイグエン市   |
| ルーサー駅       | Lưu Xá      | 劉舍           | 8             | 68            | ケプ・ルーサー線         | タイグエン省 | タイグエン市   |
| タイグエン駅     | Thái Nguyên | 太原           | 6             | 74            |                          | タイグエン省 | タイグエン市   |
| クアンチエウ駅   | Quán Triều  | 觀朝           | 1             | 75            | クアンチエウ・ヌイホン線 | タイグエン省 | タイグエン市   |